# Nadja Zivkovic
Nadja Zivkovic (* 30. November 1978 in Dresden) ist eine deutsche Kommunalpolitikerin der CDU. Seit 2023 ist sie Bezirksbürgermeisterin des Berliner Bezirks Marzahn-Hellersdorf.

## Ausbildung und Beruf
Zivkovic wuchs in Dresden auf. Nach dem Abitur am Gymnasium Striesen im Jahr 1998 und einem freiwilligen sozialen Jahr studierte sie von 1999 bis 2004 an der TU Dresden Jura und legte dort das erste und zweite Staatsexamen ab. Nach einem Referendariat am Landgericht Dresden von 2004 bis 2006 war sie in Berlin von 2006 bis 2018 als selbstständige Rechtsanwältin mit dem Schwerpunkt Steuerstrafrecht tätig. Von 2008 bis 2012 absolvierte sie ein Zweitstudium der Kommunikationswissenschaft an der Technischen Universität Berlin und schloss es mit einer Masterarbeit zum Einfluss der Medienberichterstattung auf die Rechtsprechung ab.
Ab 2011 war Zivkovic im Bürgerbüro von Mario Czaja tätig.
Zivkovic sitzt im Aufsichtsrat der landeseigenen Grün Berlin GmbH. Ferner gehört sie dem Rundfunkrat des RBB an.

## Politik
Zivkovic ist seit 2013 Mitglied der CDU. Sie kandidierte bei der Abgeordnetenhauswahl 2021 in Berlin und der Wiederholungswahl 2023, verfehlte jedoch den Einzug ins Parlament.

### Ämter
Von 2018 bis 2021 war Zivkovic als Nachfolgerin von Johannes Martin Bezirksstadträtin für Wirtschaft, Straßen und Grünflächen im Bezirk Marzahn-Hellersdorf und von November 2021 bis April 2023 Bezirksstadträtin für Soziales und stellvertretende Bezirksbürgermeisterin.
Seit dem 27. April 2023 ist sie Bezirksbürgermeisterin von Marzahn-Hellersdorf. Überdies verantwortet sie im Bezirksamt die Geschäftsbereiche Wirtschaftsförderung, Straßen, Grünflächen, Umwelt- und Naturschutz, Personal und Finanzen.

### Kritik
2021 geriet Zivkovic in die öffentliche Kritik, weil sie als Bezirksstadträtin einen massiven Steinwall am Biesdorfer Baggersee für rund 90.000 Euro anlegen ließ, um Wildbaden in dem Gewässer zu unterbinden, für das ein Badeverbot gilt. Da es im Bezirk Marzahn-Hellersdorf kein Freibad gibt, wurde das Wildbaden bis dato geduldet.

## Privates
Zivkovic wohnt im Zentrum Berlins.

## Publikation
- Nadja Zivkovic/Marc Schulze Steinen (Hrsg.): Fred & Otto unterwegs in der sächsischen Schweiz und Dresden. Wanderführer für Hunde. Fred & Otto - Der Hundeverlag, Berlin 2015, ISBN 978-3-95693-018-8.